# Bitwa pod Shepherdstown
Bitwa pod Shepherdstown (określana również jako bitwa o Boteler’s Ford) – ostatnie starcie zbrojne kampanii w Maryland stoczonej podczas amerykańskiej wojny secesyjnej. Bitwa miała miejsce 19 i 20 września 1862 roku pomiędzy oddziałami Unii i Skonfederowanych Stanów Ameryki. Wojskami Unii dowodził generał Fitz John Porter, zaś siły Konfederacji znajdowały się pod dowództwem generałów Williama Pendletona i A.P. Hilla. W starciu górą okazały się wycofujące się do Wirginii siły Konfederacji.

## Przebieg bitwy
Po krwawej bitwie nad Antietam, armia Konfederatów została zmuszona do rozpoczęcia odwrotu przez rzekę Potomak do Wirginii. Piąty korpus Armii Potomaku dowodzony przez Fitza Johna Portera 19 września podążył za nią przeprawiając się przez bród Boteler’s Ford i zaatakował wycofujące się tyły sił dowodzonych przez Williama Pendletona zdobywając cztery sztuki artylerii. Zachęcony tym sukcesem Porter, wcześnie rano następnego dnia próbował przeprawić na drugą stronę Potomaku znaczne części dowodzonych przed siebie dwóch dywizji, aby umocnić przyczółek na drugim brzegu rzeki. Podczas gdy siły Portera przeprawiały się przez rzekę, zostały zaatakowane przez powracające posiłki Konfederatów dowodzone przez A.P. Hilla. Przeprawiający się przez rzekę 118. federalny regiment z Pensylwanii został zdziesiątkowany tracąc 269 żołnierzy. Straty poniesione na skutek tego kontrataku zniechęciły wojska federalne do dalszego podążenia za Konfederatami w głąb terytorium Wirginii. Łącznie w walkach po obu stronach zginęło 625 żołnierzy.
Rezultatem bitwy były również zmiany na najwyższym szczeblu dowództwa Unii. Z powodu zaprzestania podążania za wycofującą się do Wirginii armią generała Roberta E. Lee, 7 listopada prezydent Abraham Lincoln zwolnił generała George'a McClellana z funkcji głównodowodzącego wojsk Unii. Funkcję tę przejął po nim generał Ambrose Burnside.